# Белано
Бела̀но (на италиански: Bellano, на западноломбардски: Belan, Белан) е малко градче и община в Северна Италия, провинция Леко, регион Ломбардия. Разположено е на 202 m надморска височина, на източния бряг на езеро Лаго ди Комо. Населението на общината е 3254 души (към 2014 г.).